# NASCAR Pinty's Series
La NASCAR Pinty's Series (anciennement NASCAR Canadian Tire Series) est une compétition automobile organisée au Canada depuis 2007 par la NASCAR.

## Histoire
En septembre 2006, la NASCAR Canadian Tire Series remplace l'ancienne compétition dénommé CASCAR Super Series créée en 1988.
Le 17 février 2015, la société Canadian Tire annonce qu'elle cessera de sponsoriser cette compétition dès la fin de la saison 2015.
Le 7 décembre 2015, la NASCAR annonce que le sponsoring est repris dès le début de la saison 2016 pour une durée de six ans par la société Pinty's Delicious Foods Inc., sa compétition étant dès lors renommée NASCAR Pinty's Series.
Les courses se déroulent à la fois sur des circuits de type ovales et routiers situés au Canada, la moitié des épreuves se déroulant pratiquement dans la province de l'Ontario d'où proviennent la plupart des pilotes.
Andrew Ranger est le premier pilote à avoir remporté deux championnats, le premier en 2007 et le second en 2009.
Quelques pilotes de renom ont participé à cette compétition, dont Jacques Villeneuve, Alexandre Tagliani et Massimiliano Papis. L'ancien joueur de hockey sur glace Patrice Brisebois participe à quelques courses chaque année.
Pour la première fois de l'histoire de la Pinty's Series, une course est organisée en dehors du Canada en 2018 et en 2019, sur le circuit du New Hampshire Motor Speedway situé à Loudon dans l'État du New Hamphire aux États-Unis. La course est remportée par Kevin Lacroix en 2018 et Andrew Ranger en 2019.

## Les circuits
| Années                  | Circuits                                                                                       | Localisation                 | Longueur                     |
| ----------------------- | ---------------------------------------------------------------------------------------------- | ---------------------------- | ---------------------------- |
| 2007-présent            | Canadian Tire Motorsport Park (anciennement Mosport International Raceway ou Mosport Speedway) | Bowmanville, Ontario         | 1/2 mille ovale (805 m)      |
| 2007-présent            | Grand Prix de Trois-Rivières                                                                   | Trois-Rivières, Québec       | 1,6 mille routier (2 570 m)  |
| 2007-présent            | Riverside International Speedway                                                               | Antigonish, Nouvelle-Écosse  | 1/3 de mille ovale (536 m)   |
| 2007-présent            | Kawartha Speedway                                                                              | Fraserville, Ontario         | 3/8 de mille ovale (603 m)   |
| 2008-2010, 2013-présent | Autodrome St-Eustache                                                                          | Saint-Eustache, Québec       | 4/10 de mille ovale (644 m)  |
| 2009-présent            | Wyant Group Raceway (anciennement Auto Clearing Motor Speedway)                                | Saskatoon, Saskatchewan      | 1/3 de mille ovale (536 m)   |
| 2011-présent            | Circuit ICAR                                                                                   | Mirabel, Québec              | 2,1 milles routier (3 400 m) |
| 2014-présent            | Autodrome Chaudière                                                                            | Vallée-Jonction, Québec      | 1/4 de mille (402 m)         |
| 2014-présent            | Edmonton International Raceway (en)                                                            | Wetaskiwin, Alberta          | 1/4 de mille (402 m)         |
| 2015-présent            | Sunset Speedway                                                                                | Innisfil, Ontario            | 1/3 de mille ovale (536 m)   |
| 2007-2008               | Cayuga Motor Speedway                                                                          | Hagersville (en), Ontario    | 5/8 de mille ovale (1 006 m) |
| 2007-2013               | Motoplex Speedway                                                                              | Vernon, Colombie-Britannique | 1/2 de mille ovale (805 m)   |
| 2007-2010, 2012         | Edmonton City Centre Airport                                                                   | Edmonton, Alberta            | 1,97 mille routier (3 170 m) |
| 2007-2012               | Circuit Gilles-Villeneuve                                                                      | Montréal, Québec             | 2,7 milles routier (4 345 m) |
| 2007-2014               | Barrie Speedway                                                                                | Barrie, Ontario              | 1/3 de mille ovale (536 m)   |
| 2009-2013               | Delaware Speedway                                                                              | Delaware, Ontario            | 1/2 mille ovale (805 m)      |
| 2010-2011               | Toronto Exhibition Place                                                                       | Toronto, Ontario             | 1,76 mille routier (2 830 m) |

## Palmarès

### Pilotes

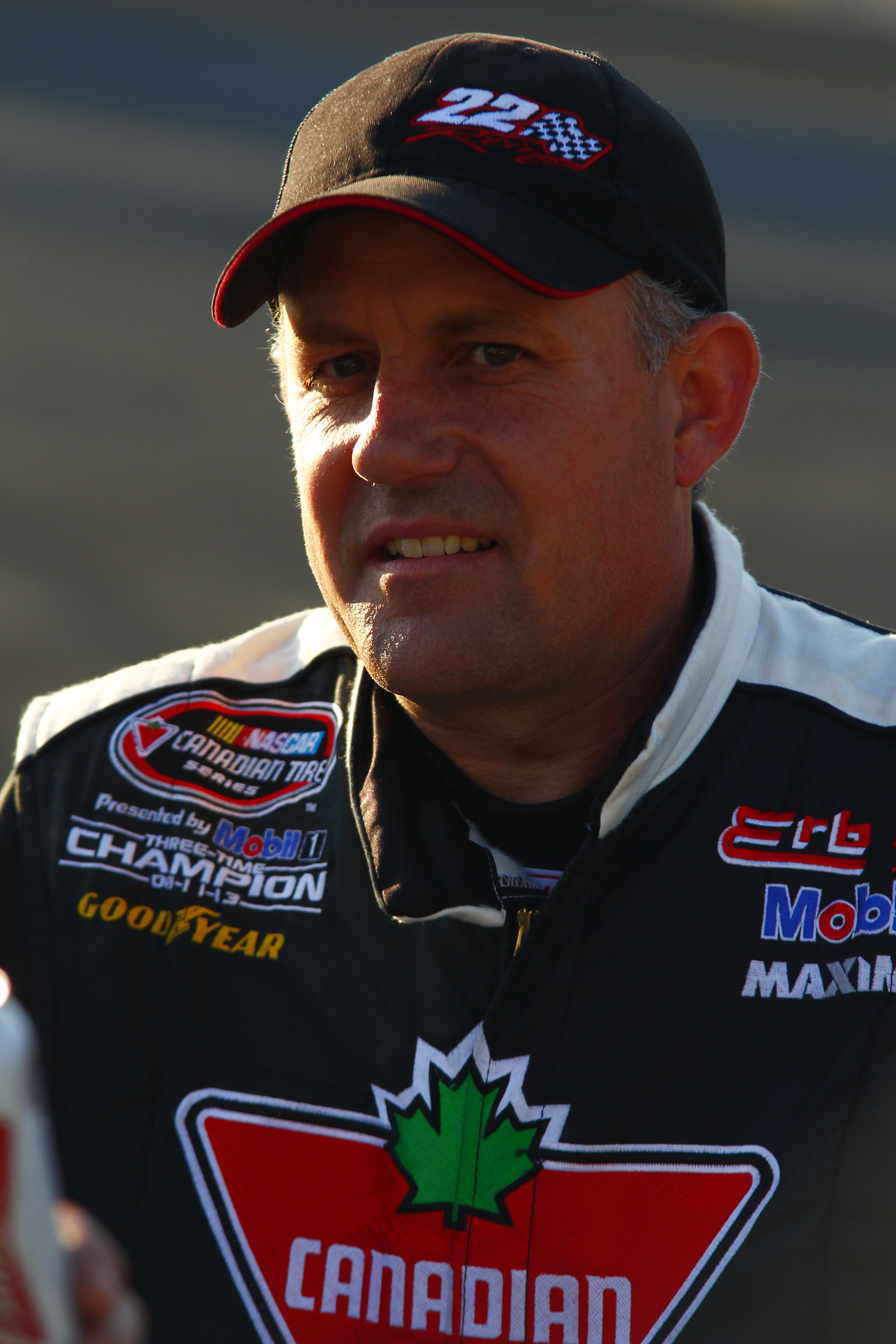
Scott Steckly - Champion 2015

#### NASCAR Canadian Tire
- 2007 Andrew Ranger
- 2008 Scott Steckly
- 2009 Andrew Ranger
- 2010 D. J. Kennington
- 2011 Scott Steckly
- 2012 D. J. Kennington (2)[10]
- 2013 Scott Steckly
- 2014 Louis-Philippe Dumoulin
- 2015 Scott Steckly (4)

#### NASCAR Pinty's Series
- 2016 Cayden Lapcevich
- 2017 Alex Labbé
- 2018 Louis-Philippe Dumoulin
- 2019  Andrew Ranger (3)
- 2020 Jason Hathaway
- 2021 Louis-Philippe Dumoulin (3)
- 2022 Marc-Antoine Camirand
- 2023 Treyten Lapcevich (en)

### Courses

#### NASCAR Canadian Tire

##### 2007
- 26 mai :  Cayuga Motor Speedway - Don Thomson, Jr.
- 17 juin : Mosport International Raceway - Andrew Ranger
- 1er juillet : Barrie Speedway - D. J. Kennington
- 15 juillet : Motoplex Speedway - J.R. Fitzpatrick
- 21 juillet : Edmonton City Centre Airport - J.R. Fitzpatrick
- 4 août : Circuit Gilles-Villeneuve - Kerry Micks (en)
- 11 août : Mosport Speedway - Don Thomson, Jr.
- 19 août : Grand Prix de Trois-Rivières - Kerry Micks (en)
- 1er septembre : Cayuga Motor Speedway - Derek Lynch
- 8 septembre : Barrie Speedway - D. J. Kennington
- 16 septembre : Riverside International Speedway - Mark Dilley
- 23 septembre : Kawartha Speedway - Scott Steckly

##### 2008
- 24 mai : Cayuga Motor Speedway - Scott Steckly
- 15 juin : Mosport International Raceway - J.R. Fitzpatrick
- 28 juin : Barrie Speedway - Scott Steckly
- 5 juillet : Autodrome St-Eustache - Scott Steckly
- 19 juillet : Motoplex Speedway - Don Thomson, Jr.
- 26 juillet : Edmonton City Centre Airport - Alexandre Tagliani
- 2 août : Circuit Gilles-Villeneuve - Andrew Ranger
- 9 août : Mosport Speedway - Kerry Micks (en)
- 17 août : Grand Prix de Trois-Rivières - Andrew Ranger
- 30 août : Cayuga Motor Speedway - Mark Dilley
- 6 septembre : Barrie Speedway - Scott Steckly
- 20 septembre : Riverside International Speedway - Don Thomson, Jr.
- 27 septembre : Kawartha Speedway - Jason Hathaway

##### 2009
- 23 mai: Autodrome St-Eustache - Dave Whitlock
- 6 juin: Delaware Speedway - D. J. Kennington
- 14 juin : Mosport International Raceway - Andrew Ranger
- 12 juillet : Autodrome St-Eustache - Scott Steckly
- 18 juillet : Motoplex Speedway - Andrew Ranger
- 25 juillet : Edmonton City Centre Airport - Andrew Ranger
- 29 juillet : Auto Clearing Motor Speedway - Scott Steckly
- 8 août : Mosport Speedway - Andrew Ranger
- 16 août : Grand Prix de Trois-Rivières - Andrew Ranger
- 30 août : Circuit Gilles-Villeneuve - J.R. Fitzpatrick
- 12 septembre : Barrie Speedway - Don Thomson, Jr.
- 20 septembre : Riverside International Speedway - Andrew Ranger
- 27 septembre : Kawartha Speedway - D. J. Kennington

##### 2010
- 5 juin : Delaware Speedway - D. J. Kennington
- 13 juin : Mosport International Raceway - J.R. Fitzpatrick
- 3 juillet : Autodrome St-Eustache - D. J. Kennington
- 17 juillet : Toronto Exhibition Place - Andrew Ranger
- 25 juillet : Edmonton City Centre Airport - J.R. Fitzpatrick
- 31 juillet : Motoplex Speedway - Scott Steckly
- 4 août : Auto Clearing Motor Speedway - D. J. Kennington
- 15 août : Grand Prix de Trois-Rivières - Andrew Ranger
- 21 août : Mosport Speedway - Don Thomson, Jr.
- 29 août : Circuit Gilles-Villeneuve - Andrew Ranger
- 11 septembre : Barrie Speedway - D. J. Kennington
- 18 septembre : Riverside International Speedway - D. J. Kennington
- 25 septembre : Kawartha Speedway - Pete Shepherd III (en)

##### 2011
- 28 mai : Mosport Speedway - Scott Steckly
- 5 juin : Circuit ICAR - Robin Buck
- 11 juin : Delaware Speedway - Don Thomson, Jr.
- 26 juin : Mosport International Raceway - D. J. Kennington
- 9 juillet : Toronto Exhibition Place - Andrew Ranger
- 23 juillet : Motoplex Speedway - Scott Steckly
- 27 juillet : Auto Clearing Motor Speedway - Pete Shepherd III (en)
- 7 août : Grand Prix de Trois-Rivières - Robin Buck
- 20 août : Circuit Gilles-Villeneuve - Andrew Ranger
- 10 septembre : Barrie Speedway - Mark Dilley
- 17 septembre : Riverside International Speedway - Scott Steckly
- 24 septembre : Kawartha Speedway - D. J. Kennington

##### 2012[10]
- 20 mai : Mosport International Raceway - J.R. Fitzpatrick
- 3 juin : Circuit ICAR - Andrew Ranger
- 16 juin : Mosport Speedway - D. J. Kennington
- 23 juin : Delaware Speedway - D. J. Kennington
- 14 juillet : Motoplex Speedway - D. J. Kennington
- 22 juillet : Edmonton City Centre Airport - D. J. Kennington
- 25 juillet : Auto Clearing Motor Speedway - D. J. Kennington
- 5 août : Grand Prix de Trois-Rivières - Andrew Ranger
- 18 août : Circuit Gilles-Villeneuve - J.R. Fitzpatrick
- 9 septembre : Barrie Speedway - Pete Shepherd III (en)
- 15 septembre : Riverside International Speedway - D. J. Kennington
- 22 septembre : Kawartha Speedway - D. J. Kennington

##### 2013
- 19 mai : Mosport International Raceway - Louis-Philippe Dumoulin
- 15 juin : Delaware Speedway - Pete Shepherd III (en)
- 22 juin : Mosport Speedway - Pete Shepherd III (en)
- 7 juillet : Circuit ICAR - Andrew Ranger
- 13 juillet : Motoplex Speedway - Scott Steckly
- 17 juillet : Auto Clearing Motor Speedway - Scott Steckly
- 27 juillet : Autodrome St-Eustache - Scott Steckly
- 11 août : Grand Prix de Trois-Rivières - D. J. Kennington
- 17 août : Riverside International Speedway - Jason Hathaway
- 1er septembre : Mosport International Raceway - Louis-Philippe Dumoulin
- 8 septembre : Barrie Speedway - Jason Hathaway
- 22 septembre : Kawartha Speedway - Scott Steckly

##### 2014
- 18 mai : Mosport International Raceway - J.R. Fitzpatrick
- 15 juin : Autodrome Chaudière - Jason Hathaway
- 6 juillet : Circuit ICAR - Andrew Ranger
- 11 juillet : Edmonton International Raceway (en) - Andrew Ranger
- 16 juillet : Auto Clearing Motor Speedway - Louis-Philippe Dumoulin
- 26 juillet : Autodrome St-Eustache - Scott Steckly
- 10 août : Grand Prix de Trois-Rivières - Louis-Philippe Dumoulin
- 16 août : Riverside International Speedway - Donald Chisholm (en)
- 31 août : Mosport International Raceway - J.R. Fitzpatrick
- 6 septembre : Barrie Speedway - Jason Hathaway
- 20 septembre : Kawartha Speedway - J.R. Fitzpatrick

##### 2015
- 17 mai : Mosport International Raceway - Gary Klutt (en)
- 13 juin : Autodrome Chaudière - Jason Hathaway
- 20 juin : Sunset Speedway - Alexandre Tagliani
- 5 juillet : Circuit ICAR - Kevin Lacroix
- 11 juillet : Edmonton International Raceway (en) - Scott Steckly
- 15 juillet : Auto Clearing Motor Speedway - Scott Steckly
- 26 juillet : Autodrome St-Eustache - Andrew Ranger
- 2 août : Grand Prix de Trois-Rivières - Kevin Lacroix
- 15 août : Riverside International Speedway - Scott Steckly
- 30 août : Mosport International Raceway - Jason Hathaway
- 20 septembre : Kawartha Speedway - Jason Hathaway

#### NASCAR Pinty's Series

##### 2016
- 22 mai : Canadian Tire Motorsport Park - Clarington 200 - Andrew Ranger - Dodge[11]
- 18 juin : Sunset Speedway - Leland Industries 300 presented by Dickies - Alexandre Tagliani - Chevrolet[12]
- 24 juin : Autodrome Chaudière - CRS Express 300 - Alex Labbé - Ford[13]
- 3 juillet : Circuit ICAR - Ecko Unlimited 100 - Andrew Ranger - Dodge[14]
- 16 juillet : Exhibition Place - Pinty’s Grand Prix of Toronto - Alexandre Tagliani - Chevrolet[15]
- 23 juillet : Edmonton International Raceway (en) - Alberta Has New Energy 300 - Alexandre Tagliani - Chevrolet[16]
- 27 juillet : Wyant Group Raceway - Prairie Velocity Thunder 250 - Cayden Lapcevich - Dodge[17]
- 14 août : Circuit Trois-Rivières - Can-Am 50 Tours - Kevin Lacroix - Dodge[18]
- 20 août : Riverside International Speedway - Bumper To Bumper 300 - Cayden Lapcevich - Dodge[19]
- 4 septembre : Canadian Tire Motorsport Park - Can-Am 200 - Kevin Lacroix - Dodge[20]
- 10 septembre : Autodrome St-Eustache - Lucas Oil 250 - Cayden Lapcevich - Dodge[21]
- 18 septembre : Kawartha Speedway - Kawartha 250 - Jason Hathaway - Chevrolet[22]

##### 2017
Source : Racing Reference Info (2017 NASCAR Canada Series Season Stats, Race Results)
- 21 mai : Canadian Tire Motorsport Park, Bowmanville - Can-Am 200 - Kevin Lacroix - Dodge
- 3 juin : Delaware Speedway, London - Choko/Fast Eddie 250 presented by Havoline  - Alex Labbé - Ford
- 25 juin : Autodrome Chaudière, Vallée-Jonction - CRS Express 300 - Cayden Lapcevich - Dodge
- 8 juillet : Circuit ICAR, Mirabel -  ECKO Unlimited 75 - Kevin Lacroix - Dodge
- 15 juillet : Exhibition Place, Toronto - Pinty's Grand Prix of Toronto - Kevin Lacroix - Dodge
- 25 juillet : Wyant Group Raceway, Saskatoon - Velocity Prairie Thunder Twin 100s presented by Bayer - Alex Labbé - Ford
- 25 juillet : Wyant Group Raceway, Saskatoon - Velocity Prairie Thunder Twin 100s presented by Bayer - Cayden Lapcevich - Dodge
- 29 juillet : Edmonton International Raceway, Wetaskiwin - LUXXUR 300 presented by Bayer - Alex Labbé - Ford
- 13 août : Circuit Trois-Rivières, Trois-Rivières - Le 50 Tours Can-Am - Alex Tagliani - Dodge
- 20 août : Riverside International Speedway, Antigonish - Bumper to Bumper 300 - Alex Labbé - Ford
- 3 septembre : Canadian Tire Motorsport Park, Bowmanville - Total Quartz 200 - Kevin Lacroix - Dodge
- 9 septembre : Autodrome Saint-Eustache, Saint-Eustache - Lucas Oil 250 presented by Bumper to Bumper & Coors Light - Alex Labbé - Ford
- 23 septembre : Jukasa Motor Speedway, Cayuga - Pinty's Fall Brawl 200 - Cayden Lapcevich - Dodge